# Lake Township (comté de Clay, Iowa)
Lake Township est un township du comté de Clay, situé en Iowa, États-Unis. La population était de 240 habitants lors du recensement de 2000. 

## Géographie
Lake Township couvre 93,12 km2 du comté de Clay et ne comporte aucune ville.